# Затопленная саванна озера Чад
Затопленная саванна озера Чад — экологический регион, включающий в себя небольшую территорию вокруг озера Чад и небольшую территорию водно-болотных угодий Хадеджиа-Нгуру в Нигерии. Статус сохранности экорегиона оценивается как критический.
Климат в экорегионе сухой, на озеро Чад в среднем выпадает 320 мм осадков в год с июня по октябрь. Условия жаркие и сухие с марта по июнь и сухие и прохладные с ноября по февраль. Испарение в озере чрезвычайно велико, достигая 2300 мм в год.
Поступление влаги в озеро носит сезонный характер, большая часть осадков поступает в виде осадков на плато Адама, которые попадают в озеро Чад по рекам Логон и Шари.

## Флора и фауна
На южной половине озера произрастают растения папирус, Hyparrhenia rufa, Oryza longistaminata, Phragmites mauritianus, Vetiveria nigritana, Vossia cuspidata и другие водно-болотные растения. В северной и более солёной части озера произрастает тростник обыкновенный. Иногда пистия покрывает большие площади открытой воды. Под деревьями высотой до 2—3 м вырастает высокий слой трав, включающий виды Echinochloa Colona, Hibiscus asper, Hygrophila auriculata, Sorghum purpureosericeum и ряд других.
Ранее озеро Чад поддерживало большое количество крупных сахельских видов млекопитающих: газель-дама, газель-доркас, краснолобая газель, коб, мартышка-гусар, полосатая гиена, гепард, каракал, гиеновидная собака, саванный слон, белогорлая выдра, капская бескоготная выдра, обыкновенный бегемот и ситатунга. В настоящее время большинство крупных млекопитающих в экорегионе выловлены и заменены большим количеством крупного рогатого скота. Нильские крокодилы сейчас редкость в озере.
Озеро Чад обеспечивает важное убежище для птиц, мигрирующих между царствами Афротропики и Палеарктики. Зарегистрировано семнадцать видов водоплавающих птиц и 49 других видов птиц водно-болотных угодий, и их численность варьируется в разные годы. Наиболее многочисленной птицей является турухтан, на озере одновременно можно увидеть более миллиона особей. Оно также поддерживает два почти эндемичных вида птиц: Prinia fluviatilis и несколько более распространённого рыжего кустарникового жаворонка. В водно-болотных угодьях Хадеджиа-Нгуру распространены белолицая свистящая утка, чирок-трескунок, шилохвость и турухтан. Жизни птиц в этом экорегион угрожает снижение уровня воды.
Популяции рыб в озере Чад в последнее время сократились из-за засухи и чрезмерного вылова рыбы. Наиболее важной рыбой в озере является Нильский окунь и Alestes baremoze.

## Состояние экорегиона
Озеро Чад имеет большое значение для людей, населяющих его берега. В последние годы эти водно-болотные угодья, а также водно-болотные угодья Хадеджиа-Нгуру подвергаются всё большему давлению из-за засухи и интенсивного антропогенного использования.
Заповедник озера Чад в Нигерии является единственной охраняемой территорией на этом озере. Он занимает около 150 км вдоль западного побережья озера, что составляет более половины нигерийской береговой линии озера. Тем не менее, указывается, что данная территория является охраняемой только на словах. Местные общины претендуют на землю под поселения, фермы, выпас скота и базы для рыбной ловли. Аналогичная ситуация существует и на Хадеджиа-Нгуру. Там есть несколько охраняемых территорий, имеющих статус заповедников и национальных парков, но используемых местным населением.